# Lecanaclerda macropoda
Lecanaclerda macropoda är en insektsart som beskrevs av Hodgson och Millar 2002. Lecanaclerda macropoda ingår i släktet Lecanaclerda och familjen Aclerdidae. Inga underarter finns listade i Catalogue of Life.